# Ширшов, Александр Иванович
Александр Иванович Ширшов (укр. Олександр Іванович Ширшов; 1865, Нижний Новгород — 1932, Харьков) — российский и советский архитектор, первый архитектор Каслинского чугунного павильона.

## Биография
Родился в семье купца 2-й гильдии, управляющего конторой металлургических заводов графов Строгановых Ивана Карповича Ширшова (1828—05.08.1892, Нижний Новгород) и Ольги Павловны урождённой Янишиной (1843—1913). Брат статский советник, профессор в Военно-медицинской академии Дмитрий Иванович Ширшов (28.09.1868, Санкт Петербург — 1932, Санкт-Петербург). Другой брат был управляющим акционерного общества «Ассирия» Сергей Иванович Ширшов (25.09.1870, Санкт-Петербург — Коканд), женился на Олимпиаде Васильевне Пастуховой (1890—1933), служил в Красной армии в 1918—1920 годах, в начале 1920-х годов с семьей уехал в Ашхабад, где возглавлял Управление по внешней торговле с Ираном. Младший брат архитектор Павел Иванович Ширшов (29.06.1876, Нижний Новгород — 1958). Сестра Мария Ивановна Зайцевская (08.11.1866, Нижний Новгород — 22.03.1957, Санта Моника, США), в 1920-х годах эмигрировала из России, её сын Борис, будучи красным лётчиком, угнал за границу советский самолет. Сестра художник Клавдия Ивановна Адлард, работала в Эрмитаже, в 1920-х годах эмигрировала.
Александр Иванович учился в Императорской Академии художеств в 1890—1892 годах. Из-за болезни отца оставил учёбу, вернулся в Нижний Новгород, где работал над рекламными витринами различных предприятий в 1892—1896 годах. В 1895—1896 годах оформил проект Каслинского чугунного выставочного павильона. Был удостоен звания художника 1-й степени.
Затем работал в Полтаве земским архитектором, использовал формы неоренессанса и необарокко в 1896—1904 годах.
Работал в Санкт-Петербурге в 1904 году, и вновь служба земским архитектором Константиноградского уезда Полтавской губернии в 1904—1921 годах, архитектором-художником преподавал архитектурную форму и архитектурное черчение в Астраханских свободных государственных художественных мастерских в 1921—1922 годах. Затем служил на должности «губерніяльного архитектора» в Полтаве с 26 августа 1924 года по 29 июля 1925 года и был уволен за упразднением должности. Затем перебрался к брату Павлу Ивановичу в Харьков, в строительное общество «Укрпайбуд», где разработал проект радиологического института на ул. Пушкинской.

## Вклад в архитектуру
Являлся автором следующих проектов:
- нескольких рекламных витрин различных предприятий в 1892—1895 годах[6];
- первого проекта Каслинского чугунного выставочного павильона Кыштымского горного округа для Всероссийской художественно-промышленной выставки в Нижнем Новгороде в 1896 года;
- первого проекта Дома Полтавского губернского земства в 1903 году (построен по проекту В. Кричевского)[3];
- Дома Н. Ф. Целибеева в 1904 году[7][8][9].

В качестве земского архитектора построил в Полтаве:
- Художественно-промышленная школа им. Н. Гоголя в Миргороде в 1896 году (проект Ширшова А. И.);
- Государственный банк (отель «Театральный») в 1897 году;
- Общество взаимного кредита на ул. Ново-Петровской в 1900 году;
- Памятник И. Котляревскому в Полтаве (скульптур с Л. Позен) в 1902 году;
- Памятник защитникам Полтавы и коменданту крепости А. С. Келину в 1909 году (художник О. Бильдерлинг, скульптур О. Обер).

## Награды
Побеждал в конкурсах на проекты:
- 1898 — 3-я премия за Просветительское здание им. М. В. Гоголя в Полтаве;
- 1898 — 1-я премия за проект театра для г. Оренбурга;
- 1899 — 3-я премия за Народный дом в Харькове.

## Галерея

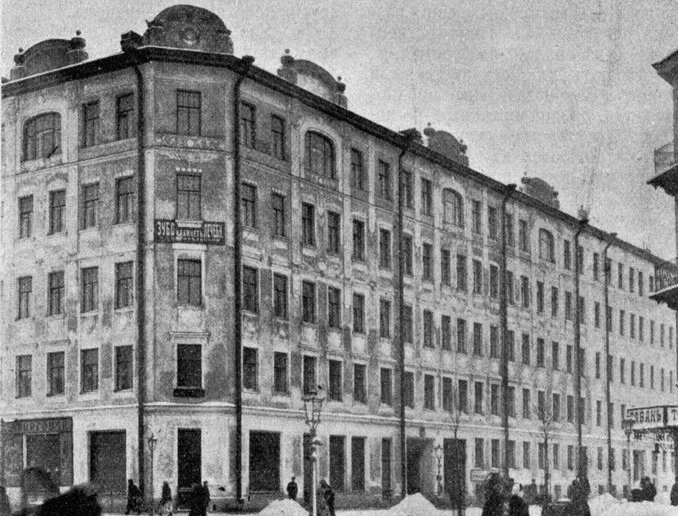
Дом Н. Ф. Целибеева
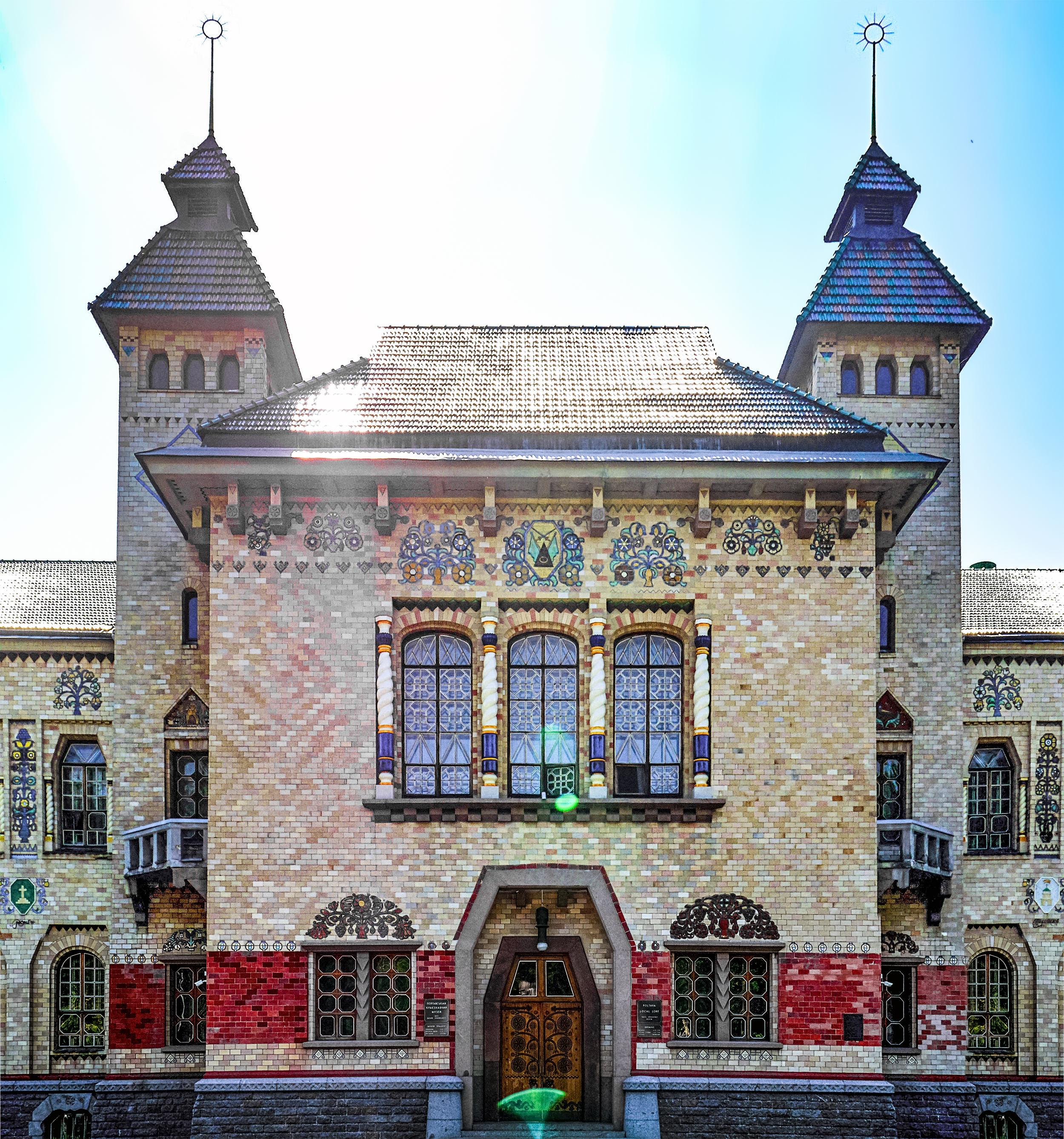
Дом Полтавского губернского земства
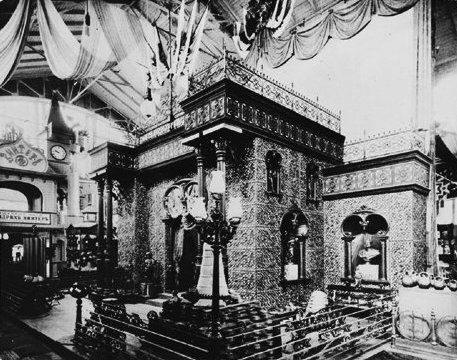
Каслинский чугунный павильон
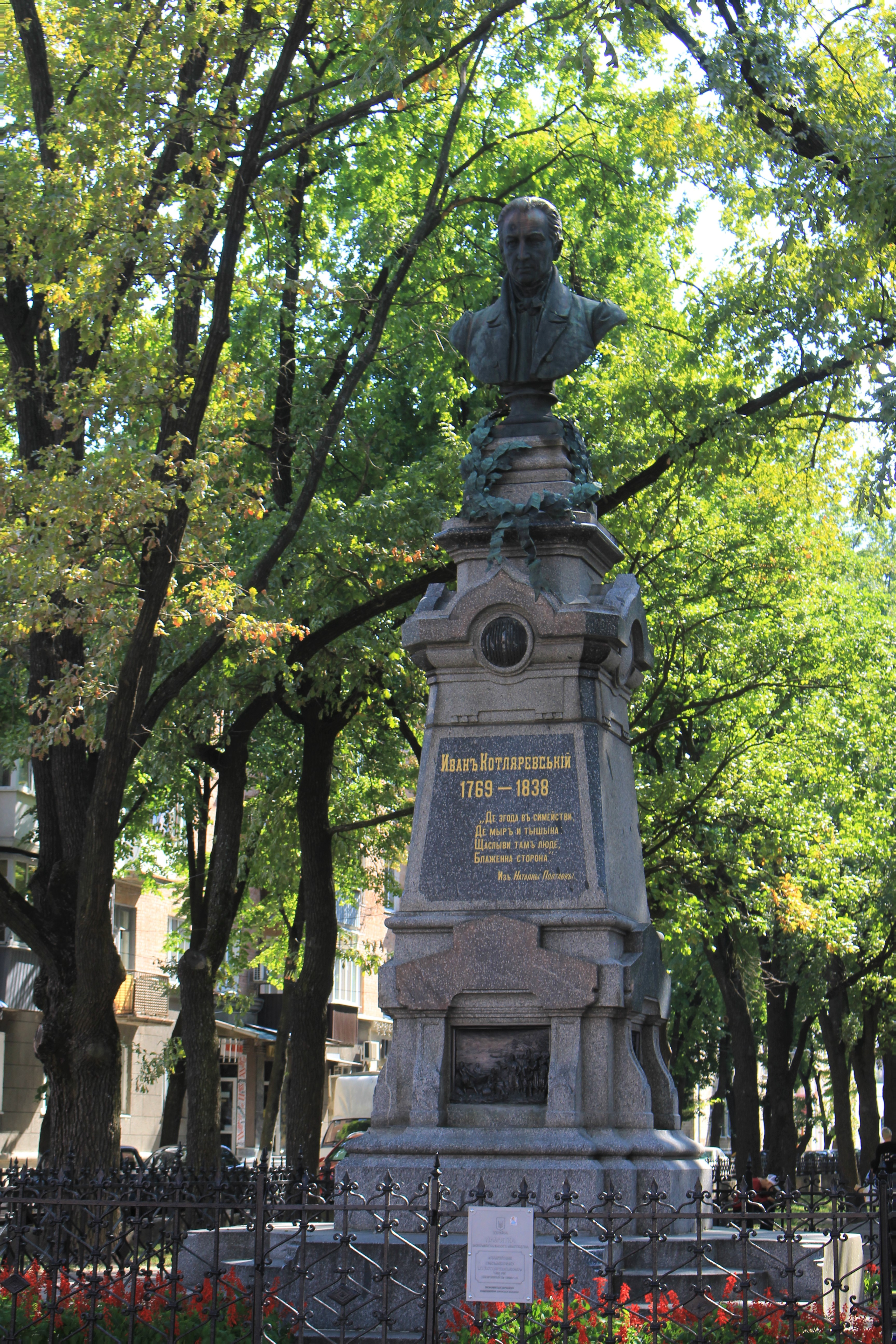
Памятник И. П. Котляревскому (Полтава)
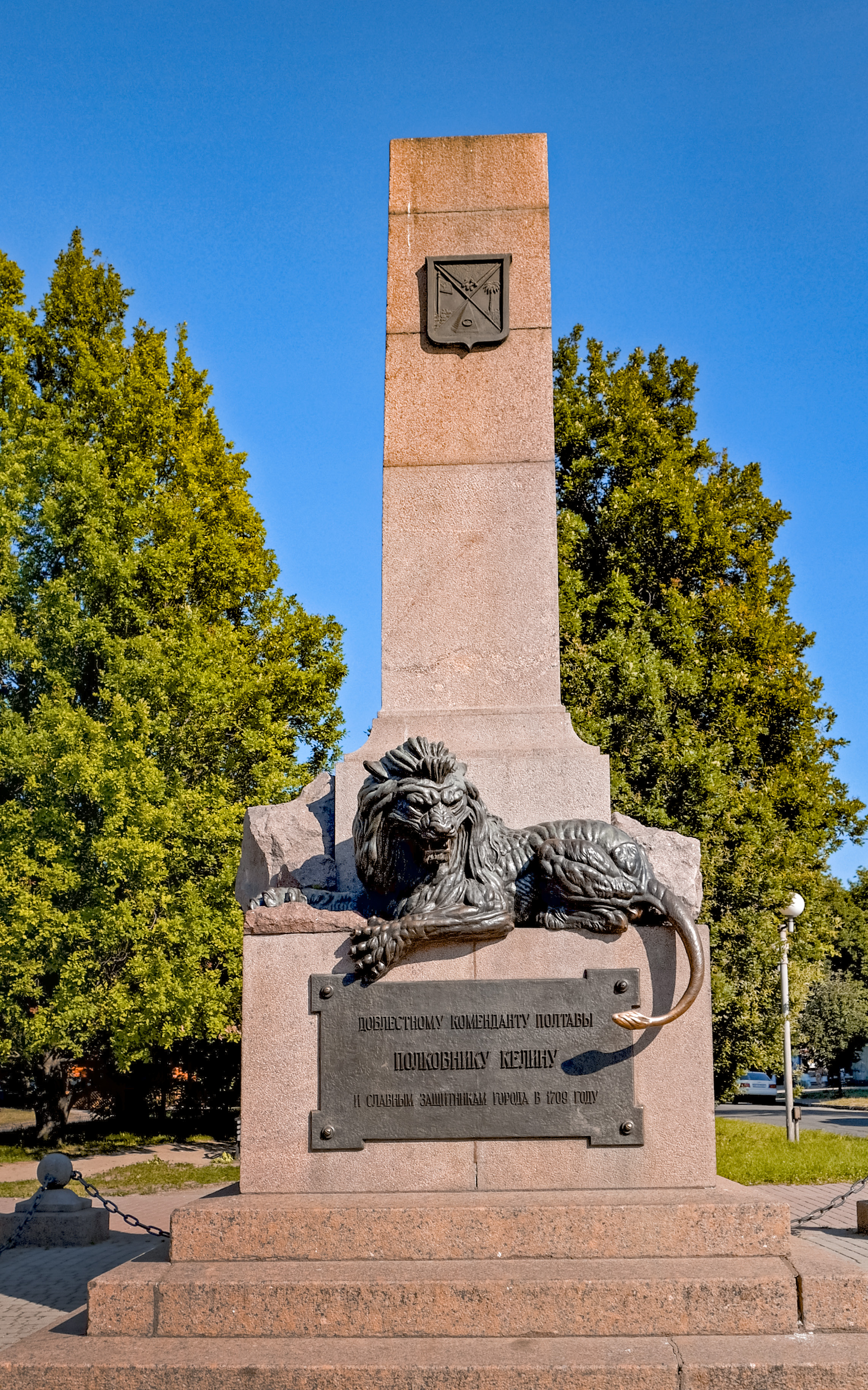
Памятник Келину (Полтава)
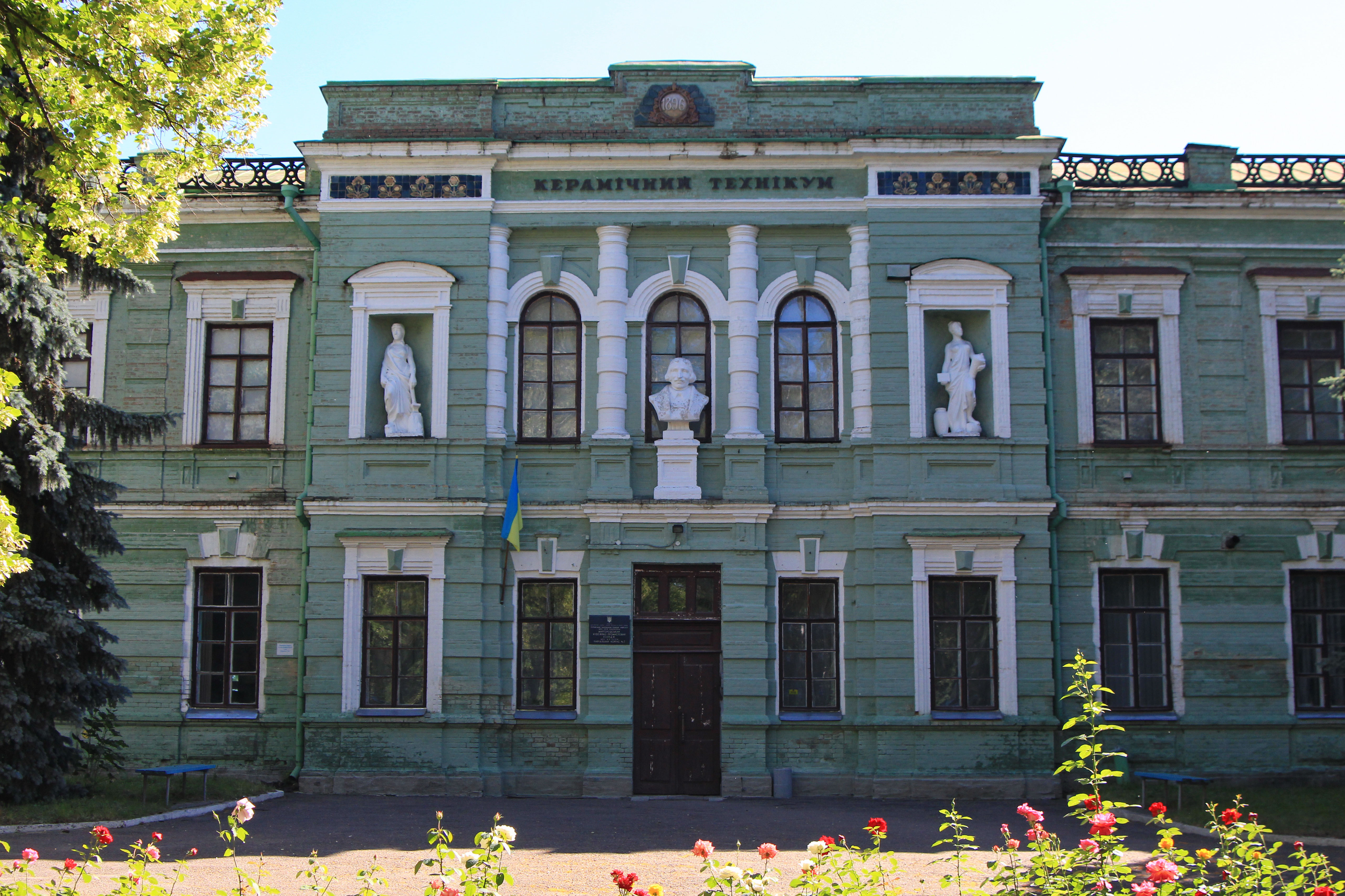
Художественно-промышленная школа им. Н. Гоголя в Миргороде